# غوردون لوغان
غوردون لوغان (بالإنجليزية: Gordon Logan)‏ (3 أكتوبر 1949 في المملكة المتحدة - ) هو لاعب كرة قدم إسكتلندي في مركز الظهير. لعب مع بورت فايل ونادي كيترينغ تاون.